# ラヴ・ガン
『ラヴ・ガン』（Love Gun）は、キッスが1977年に発表した6枚目のスタジオ・アルバムである。

## 概要
1975年の『地獄の狂獣 キッス・ライヴ』、前作『地獄のロックファイアー』（1977年）を手がけたエディ・クレイマーが三たびプロデューサーに迎えられ、前作の方向性をさらに推し進めた荒々しいロックンロール・ナンバーを満載にしたアルバム。
当時、おりしもイギリスで吹き荒れていたパンク・ロック旋風にメンバー、特にジーン・シモンズが関心を持ち、アルバムタイトルはパンク・バンドの代表格「セックス・ピストルズ」に対する敬意を表わしたものと言われている。
タイトル曲「ラヴ・ガン」を初め「愛の謀略」や「クリスティーン・シックスティーン」など、ライヴで定番になった曲を収録。「ショック・ミー」では作者でリード・ギタリストのエース・フレーリーが初めてリード・ヴォーカルを担当した。
全米ビルボード・アルバム・チャート4位を記録。プラチナ・ディスクを獲得した。
本作はオリジナル・ドラマーのピーター・クリスが全面参加した最後のスタジオ・アルバムになった。

## 収録曲
Side 1
1. 愛の謀略 - I Stole Your Love [3:04] 作詞/作曲：ポール・スタンレー
リード・ヴォーカルはポール・スタンレー。最初のギター・ソロはスタンレー、二回目のギター・ソロはフレーリーによる。
本作発表後のツアーのオープニングに演奏された、アップテンポのハードロック。
2. クリスティーン・シックスティーン - Christine Sixteen [3:12] 作詞/作曲：ジーン・シモンズ
リード・ヴォーカルはシモンズ。リズム・ギターはシモンズ、ピアノはプロデューサーのクレイマーによる。
3. ガット・ラヴ・フォー・セール - Got Love For Sale [3:28] 作詞/作曲：ジーン・シモンズ
前曲同様、リード・ヴォーカルとリズム・ギターはシモンズ。
4. ショック・ミー - Shock Me [3:47] 作詞/作曲：エース・フレーリー
フレーリーがリード・ヴォーカルを担当した初の公式録音作品。中盤の彼のギターソロはオーヴァー・ダビングにより非常に分厚い複雑なものになっている。
フレーリーが'76年12月のフロリダ公演で起こった自分の感電事故を題材に書いた。
5. トゥモロー・アンド・トゥナイト - Tomorrow and Tonight [3:38] 作詞/作曲：ポール・スタンレー
リード・ヴォーカルはスタンレー。

Side 2
1. ラヴ・ガン - Love Gun [3:16] 作詞/作曲：ポール・スタンレー
リード・ヴォーカルはスタンレー。ベースの演奏もスタンレーによる。
マシンガンの発射音を模したイントロのシャッフル・ナンバー。殆ど全てのツアーで演奏される代表曲だが、ヒットチャートでは最高61位[2]と意外なほど上がらなかった。
2. ヒューリガン - Hooligan [2:58] 作詞/作曲：ピーター・クリス、スタン・ペンリッジ
リード・ヴォーカルはクリス。
歌詞は自分の不良少年時代を反映させている。
3. オールモスト・ヒューマン - Almost Human [2:48] 作詞/作曲：ジーン・シモンズ
リード・ヴォーカルはシモンズ。
4. プラスター・キャスター - Plaster Caster [3:25] 作詞/作曲：ジーン・シモンズ
リード・ヴォーカルはシモンズ。
愛が薄れていく様子を固まっていく膏薬に例えている。
5. ゼン・シー・キスド・ミー - Then She Kissed Me [3:01] 作詞/作曲：ジェフ・バリー、エリー・グリニッチ、フィル・スペクター
リード・ヴォーカルはスタンレー。
クリスタルズの「キッスでダウン」（1963年）のカバー[注釈 3]。

## ツアー
本作発表後のツアーの同年9月2日のヒューストン公演の映像が、2006年に発表された編集DVD"Kissology: The Ultimate Kiss Collection Vol. 1 1974-1977"に"The Summit Houston, TX 9/2/77"として収録された。
1. 愛の謀略（I Stole Your Love）
2. 燃える欲情（Take Me）
3. 熱きレディス・ルーム（Ladies Room）
4. ファイヤー・ハウス（Firehouse）
5. ラヴ・ガン（Love Gun）
6. フーリガン（Hooligan）
7. 果てしなきロックファイアー（Makin' Love）
8. クリスティーン・シックスティーン（Chiristine Sixteen）
9. ショック・ミー（Shock Me）
10. いかすぜあの娘（I Want You）
11. 悪魔のドクター・ラヴ（Calling Dr. Love）
12. 狂気の叫び（Shout It Out Loud）
13. 雷神（God Of Thunder）
14. ロックン・ロール・オール・ナイト（Rock And Roll All Nite）
15. デトロイト・ロック・シティ（Detroit Rock City）
16. ベス（Beth）
17. ブラック・ダイヤモンド（Black Diamond）

1978年3月下旬には2度目の日本公演が行なわれ、日本武道館で東京公演が5回開催された。